# Фюнбо, Андерс
Андерс Кларуп Фюнбо (дат. Anders Klarup Fynbo, род. 3 июня 1996, Греве Странн, Роскилле) — датский профессиональный шоссейный и трековый велогонщик. Трёхкратный чемпион Дании по трековому велоспорту — в индивидуальной (2019, 2023) и в командной гонке преследования (2024).

## Карьера

### Образование
С 2012 по 2015 год Андерс Фюнбо обучался в гимназии Греве. В 2018 году он окончил курсы в Sportskropskolen.dk, получив квалификацию спортивного физиотерапевта-массажиста. В период с сентября 2020 по август 2022 года Фюнбо проходил обучение в Зеландском институте технологий и бизнеса, где получил квалификацию экономиста по маркетингу.

### Гражданская карьера
Андерс Фюнбо начал трудовую деятельность в 2009 году в компании FK Distribution A/S, где в течение двух лет занимался распространением печатной продукции в Греве и окрестностях. С 2011 по 2013 год он работал в сети супермаркетов føtex, выполняя обязанности по продаже и выкладке товаров, а также складской работе.
В октябре 2015 года Фюнбо кратковременно работал продавцом и механиком в сети велосипедных магазинов Fri Bikeshop, где занимался продажей, подготовкой, ремонтом и выдачей продукции. В период с ноября 2015 по ноябрь 2018 года он был продавцом в сети спортивных магазинов SPORTMASTER, неоднократно получая признание как лучший сотрудник месяца и «коллега года».
С декабря 2016 по декабрь 2019 года Фюнбо трудился маркетинговым ассистентом в компании altsport.dk в Роскилле, где занимался аналитикой, SEO и описанием товаров. Одновременно с января 2017 по январь 2018 года он был бренд-амбассадором компании FastFeet.dk, отвечая за продвижение и рекламное сопровождение продукции.
С февраля 2018 по февраль 2019 года он работал IT-ассистентом в компании Edlund A/S, где обеспечивал поддержку пользователей и сопровождение оборудования.
С февраля 2020 по июль 2023 года он работал студентом-помощником в компании KMD во Фредериксберге, где обеспечивал техническую поддержку и сопровождение IT-сервисов. В январе-августе 2022 года проходил стажировку в компании HubLearn™, занимаясь маркетингом и коммуникацией, а также короткое время работал моделью в проекте Cikkel Copenhagen.
C октября по декабрь 2023 года Фюнбо работал продавцом в магазине Cykelfavoritten в Оденсе.
В январе 2024 года он стал маркетинг-менеджером сети Fri BikeShop в регионе Оденсе, Свеннборга и Коллинга, где занимался коммуникацией, брендингом и организацией любительских веломероприятий.
В феврале 2024 года Фюнбо вошёл в руководство клуба Cykling Odense, сначала как заместитель члена правления с ответственностью за медиа и коммуникации, а с февраля 2025 года — как полноправный член правления с ответственностью за трековый велоспорт, элитное направление и развитие талантов, а также коммуникацию и социальные сети.

### Спортивная карьера
Андерс Фюнбо начал карьеру в велоспорте в 2010 году в клубе Greve Cykle Club на своей родине. В то время ему было четырнадцать лет. В юношеских категориях он выступал за различные датские команды, принимая участие как в трековых, так и в шоссейных соревнованиях.
В 2019 году он вошёл в состав бельгийского клуба Vetrapo, базирующегося в Генте. Продолжая активно выступать на треке, Фюнбо стал чемпионом Дании в индивидуальной гонке преследования среди элиты. Также он занял второе место в молодёжной версии «Шестидневки Берлина» вместе со своим соотечественником Арне Биркемосе.
В следующем году он вновь получил лицензию в Дании. В сезоне 2021 года присоединился к профессиональной трековой команде Spellman Dublin Port Cycling Team в Ирландии, став первым датским гонщиком, подписавшим контракт с коммерческой трековой командой UCI. В составе команды он добился признания на международном уровне, а в 2023 году дебютировал в Кубке мира.
В 2023 году Фюнбо снова одержал победу в индивидуальной гонке преследования на чемпионате Дании по трековому велоспорту. Кроме того, он представлял свою страну в одном из этапов Кубка наций, который проходил в Каире.
В январе 2025 года Фюнбо основал первую в Дании коммерческую трековую команду STARK – Peter Ellegaard Track Team powered by SANA, где занял должность менеджера и руководителя проекта. Целью команды является создание карьерных возможностей для датских трековых гонщиков и дальнейшее развитие национальной трековой школы.

## Достижения

### Трек
2014
2-й на чемпионате Дании — спринт U19
2017
3-й на чемпионате Северных стран — мэдисон (с Оскаром Бьёрн-Росагером)
2018
3-й на чемпионате Дании — гонка преследования
2019
 Чемпионат Дании — индивидуальная гонка преследования
2-й на чемпионате Дании — гит
2-й на чемпионате Дании — командный спринт
2-й на чемпионате Дании — командная гонка преследования
2020
3-й на чемпионате Дании — командная гонка преследования
3-й на чемпионате Дании — мэдисон
2021
2-й на чемпионате Дании — мэдисон
2022
2-й на чемпионате Дании — кейрин
2-й на чемпионате Дании — индивидуальная гонка преследования
2-й на чемпионате Дании — командная гонка преследования
3-й на чемпионате Дании — скрэтч
2023
 Чемпионат Дании — индивидуальная гонка преследования
2-й на чемпионате Дании — гонка на выбывание
2024
 Чемпионат Дании — командная гонка преследования (с Оскаром Винклером, Йоханом Бюнгером и Тобиасом Баном)
2025
3-й на чемпионате Дании — гит
3-й на чемпионате Дании — индивидуальная гонка преследования

### Шоссе
2016
8-й на Grøntgrossisten løbet
Svanesunds 3-dagars
4-й на 1-м этапе
5-й на 2-м этапе
8-й на 4-м этапе
2017
8-й на VTS Tømrer Snedker TT
8-й на Øresunds Cup 7
2018
10-й на Lebacher Sprinterpreis
2019
9-й на Vlamertinge
2020
10-й на Brugger Abendrennen-3
7-й на Brugger Abendrenner-4
2023
6-й на Kriterium Frederikshøj